# Sel'co
Sel'co è una città della Russia europea sudoccidentale (Oblast' di Brjansk), situata sul fiume Desna, 22 km a nordovest del capoluogo Brjansk; dipende amministrativamente direttamente dall'oblast'.

## Società

### Evoluzione demografica
Fonte: mojgorod.ru
- 1939: 8.500
- 1970: 17.600
- 1989: 20.800
- 2007: 18.200